# Code international de nomenclature zoologique

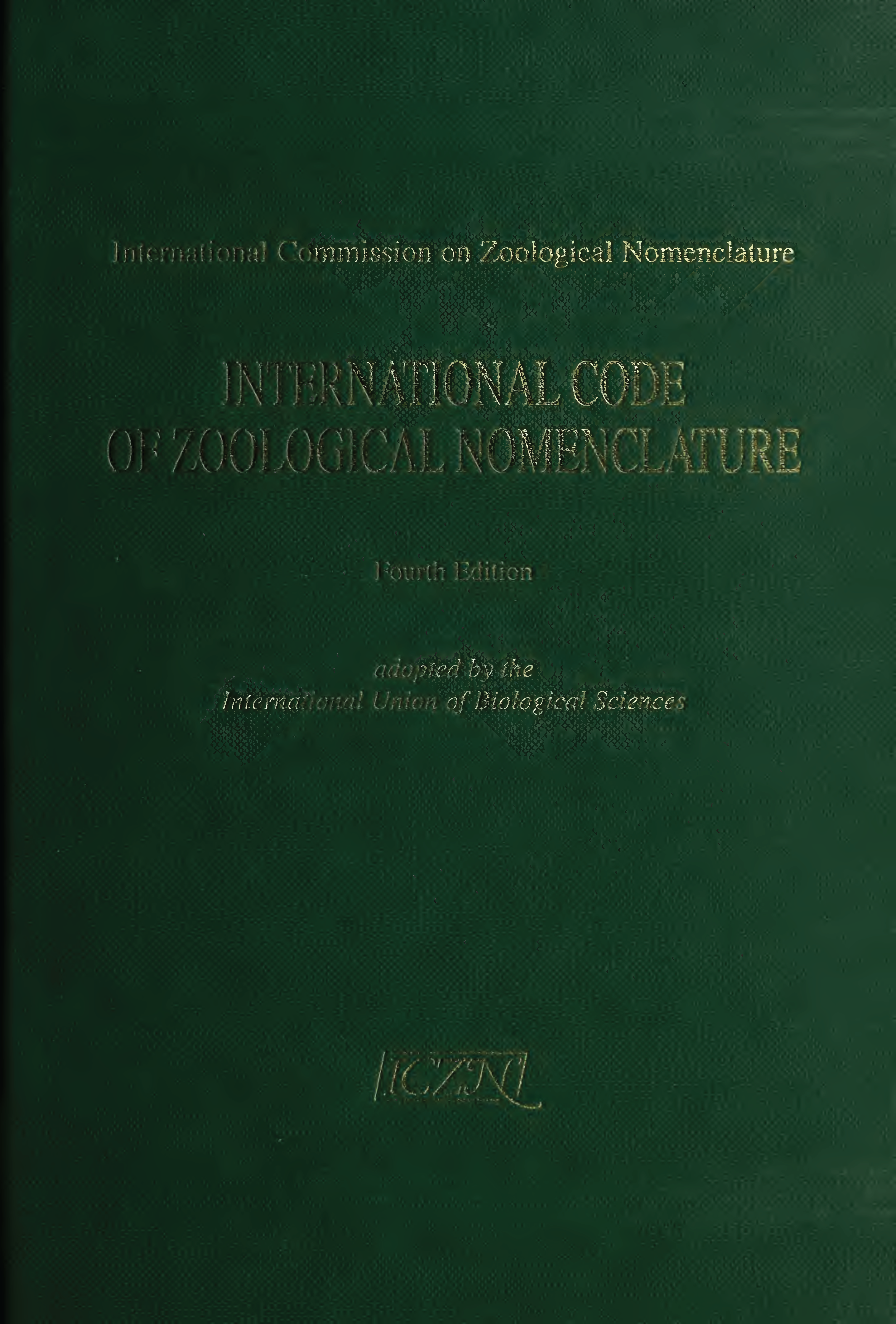
Couverture de la 4e édition de 1999 du Code international de nomenclature zoologique.

Le Code international de nomenclature zoologique (CINZ) définit et édicte les règles d'élaboration et de priorité des noms scientifiques des organismes animaux.
L'objet du CINZ est de promouvoir la stabilité et l'universalité des noms scientifiques des animaux, et de faire en sorte que le nom de chaque taxon soit unique et distinct, afin de faciliter la connaissance et la communication au sein de la communauté scientifique. Les noms admis sont donc à cette fin latinisés. Mais le code doit également permettre la souplesse et l'adaptation, étant donné que la classification évolue au fur et à mesure des connaissances acquises, et du fait que de très nombreuses espèces ne sont pas encore connues ni décrites.
Le code est bilingue, anglais et français.  Il est ensuite traduit en espagnol, russe, japonais, grec, allemand, tchèque, chinois.
Le CINZ est rédigé par la Commission internationale de nomenclature zoologique, ce qui est différent du Code international de nomenclature pour les algues, les champignons et les plantes corrigé lors des congrès internationaux de botanique.

## Historique des éditions
La première version avec le nom courant a été adoptée par le XVe Congrès international de zoologie de Londres en juillet 1958 (publiée en 1961), mais il y avait des prédécesseurs jusqu'à un siècle auparavant.
La 2e édition paraît en 1964.
La 3e édition du code, adopté par la XXe Assemblée générale de l'Union internationale des sciences biologiques, est publiée en 1985.
La version en vigueur en 2018 est la 4e édition, publiée en 1999.
Toutes ces éditions sont consultables et téléchargeables, dans toutes les langues disponibles, sur le site web de la Commission internationale de nomenclature zoologique,. Certains sites d'organismes affiliés, tel que l'American Association for Zoological Nomenclature (AAZN) permettent également d'accéder au code, de manière moins large (toutes les langues ou toutes les éditions n'y sont pas disponibles)

## Principes

### Champ et indépendance
Le code s'applique à tous les taxons de métazoaires, y compris les protistes, actuels ou éteints, . Par contre, il ne s'applique pas aux taxons inférieurs au rang de sous-espèce (tels que variété, forme, etc.) (article 1).
Il est indépendant des autres codes de nomenclature scientifique, si bien qu'il peut y avoir des noms identiques pour un taxon en zoologie et un taxon dans un autre champ, qui ont leurs propres codes de nomenclature (codes de nomenclatures des plantes, algues et champignons, des bactéries, etc.) (article 1.4).
Ainsi, le nom Riedelia désigne d'une part Riedelia, dont le nom scientifique est Riedelia Oliv., 1883, un genre de plantes de la famille des Zinziberaceae décrit en 1883, mais également un sous-genre d'escargots du genre Hygromia (famille des Hygromiidae), dont le nom scientifique est Riedelia Schileyko, 1972 (et qui possède d'ailleurs un homonyme, Riedelia Mesnil, 1942, un genre de mouches de la famille des Tachinidae). Il est toutefois recommandé aux auteurs de vérifier si le nom qu'ils entendent donner n'est pas déjà utilisé pour éviter de telles situations (note à l'article 1.4 du Code).
Par convention, le point de départ de la nomenclature est fixé au 1er janvier 1758, date présumée de deux publications, la 10e édition du Systema Naturae de Linné, et Aranei Svecici de Clerck. Les noms donnés antérieurement ne sont pas pris en considération, mais des descriptions ou des illustrations peuvent être utilisées (article 3).

### Disponibilité et validité
Pour être utilisé, un nom scientifique doit être disponible et valide.

### Syntaxe des noms
La syntaxe des noms varie avec le rang taxonomique :
- Les noms des taxons supérieurs à l'espèce (genre, tribu, famille etc.) sont uninominaux (un seul nom) et portent la majuscule (article 4), par exemple :
  - les Teleostei (infra-classe de poissons)
  - les Sirenia (ordre de mammifères)
  - les Heteroptera (sous-ordre d'insectes hémiptères)
  - les Oriolidae (famille d'oiseaux)
  - Spirobranchus (genre de vers annélides polychètes).
  - Platyperona (sous-genre de concombres de mer)
- Les noms scientifiques des espèces, et seulement ceux-ci, sont des binômes (expression composée de deux termes), le premier terme indiquant le genre, et le second, parfois appelé « épithète spécifique », indiquant l'espèce, qui s'écrit en minuscules (article 5), comme dans :
  - Bohadschia argus, le nom scientifique de l'Holothurie léopard, un concombre de mer, ou
  - Danaus plexippus, le nom scientifique du papillon monarque.
- Pour les sous-espèces, le nom est trinominal, le nom de la sous-espèce suit celui de l'espèce, avec la minuscule, comme dans :
  - Canis lupus arctos, le nom scientifique du loup arctique.
- Le nom des sous-genres est placé entre parenthèses, entre le nom de genre et le nom d'espèce, avec la majuscule. Il n'appartient pas formellement au binôme scientifique, et ne doit pas être utilisé comme premier terme d'un binôme ou trinôme scientifique (articles 4.2 et 6.1). Ainsi, on écrira :
  - Holothuria (Platyperona), lorsqu'on indique le sous-genre associé à son genre;
  - Holothuria (Platyperona) difficilis, si on désigne une espèce dans son sous-genre, et
  - Holothuria difficilis, si on désigne l'espèce par son nom scientifique binominal, et non pas *Platyperona difficilis.
- Enfin, des noms d'agrégats d'espèces ou de sous-espèces sont également mis entre parenthèses, mais avec une minuscule, comme dans O. (priamus) priamus (Linnaeus, 1758), qui désigne une espèce du groupe (super-espèce) Ornithoptera (superspecies priamus)  (article 6.2 CINZ).

### Éditions
1. ↑  (en + fr) International code of zoological nomenclature, adopted by the XV International Congress of Zoology, 1961, 1re éd. (OCLC 1544059, DOI 10.5962/BHL.TITLE.50303, lire en ligne)..
2. ↑  (en + fr) International code of zoological nomenclature adopted by the XV International Congress of Zoology, 1964, 2e éd. (OCLC 9592628, DOI 10.5962/BHL.TITLE.50606, lire en ligne)..
3. ↑  (en + fr) Ride, W. D. L., Commission internationale de nomenclature zoologique, International Trust for Zoological Nomenclature et Union internationale des sciences biologiques, Code international de nomenclature zoologique, UC Press, février 1985, 3e éd., 370 p. (ISBN 0-85301-003-X, OCLC 12041375, LCCN 84040785, DOI 10.5962/BHL.TITLE.50611, lire en ligne)..
4. ↑  (en + fr) Ride, W. D. L., International Trust for Zoological Nomenclature, Commission internationale de nomenclature zoologique, Union internationale des sciences biologiques et musée d'histoire naturelle de Londres, International code of zoological nomenclature, Londres, International Trust for Zoological Nomenclature, 1999, 4e éd., 346 p. (ISBN 0-85301-006-4, OCLC 42516582, DOI 10.5962/BHL.TITLE.50608, lire en ligne)..

### Autres références
1. ↑  « Code international de nomenclature zoologique - Quatrième Édition - Texte Français », sur iczn.org le site de la Commission internationale de nomenclature zoologique (CINZ) (consulté le 18 août 2018).
2. ↑  (en) « International Code of Zoological Nomenclature (ICZN) », sur iczn.org le site de la Commission internationale de nomenclature zoologique (CINZ), 1999, modifié en 2000 et 2012 (consulté le 18 août 2018).
3. ↑  (cs) Ondrej Zicha, « rod riedelie Riedelia Oliv. », sur biolib.cz (consulté le 26 février 2023).
4. ↑  Ondrej Zicha, « podrod Riedelia Schileyko, 1972 », sur biolib.cz (consulté le 26 février 2023).
5. ↑  (cs) Ondrej Zicha, « rod Riedelia Mesnil, 1942 », sur biolib.cz (consulté le 26 février 2023).